# بشنين (حماة)
بشنين قرية في محافظة حماة.